# Silicio en la memoria
Silicio en la memoria es la primera antología sobre cyberpunk mexicano, recopilada en 1997 por Gerardo Horacio Porcayo.
Es el primer trabajo antológico de Porcayo, que se ha distinguido más bien por ser creador de textos de ciencia ficción.
Cuenta con once cuentos publicados en los años 1990. Entre los autores recopilados que pueden encontrarse en esta antología están el propio Porcayo, José Luis Zárate, Gerardo Sifuentes, José Luis Ramírez, Pepe Rojo y Bernardo Fernández.
- Datos: Q6128353